# Olivier Alain
Olivier Alain (* 3. August 1918 in Saint-Germain-en-Laye, Département Seine-et-Oise; † 28. Februar 1994 in Férolles-Attilly, Département Seine-et-Marne) war ein französischer Organist, Pianist, Musikwissenschaftler und Komponist.

## Leben
Olivier Alain stammte aus einer Musikerfamilie in Saint-Germain-en-Laye bei Paris. Sein Vater war der Komponist und Organist Albert Alain, seine Geschwister der Komponist und Organist Jehan Alain sowie die Konzertorganistin Marie-Claire Alain. Olivier studierte am Conservatoire de Paris, wo er erste Preise in Komposition (1951, Klasse von Tony Aubin) und Analyse (1950, Klasse von Olivier Messiaen) erhielt.
1950 wurde er zum Direktor des Konservatoriums in Saint-Germain-en-Laye ernannt, wo er bis 1964 arbeitete. 1960–1974 war er Direktor der École César Franck in Paris, und gründete 1976 auf Initiative von Marcel Landowski das Conservatoire National de Région in Paris, dessen Leitung er bis 1985 innehatte und dort auch Analyse und Kammermusik unterrichtete. 
Das vielfältige Werkverzeichnis Olivier Alains umfasst etwa 170 Kompositionen, von denen ein Großteil noch unveröffentlicht ist. Darüber hinaus verfasste er eine Harmonielehre, die 1965 in Paris veröffentlicht wurde, sowie eine Monographie über Johann Sebastian Bach (1970). Eine umfassende Chronologie und Analyse des Lebens und Gesamtschaffens von Bach ist bis heute unveröffentlicht. Seine Entdeckung der Verschiedenen Canones über die ersten acht Fundamentalnoten der Aria aus den „Goldberg-Variationen“ (BWV 1087) in Straßburg im Jahre 1974 zählt zu den wichtigsten Quellenfunden der Bachforschung im 20. Jahrhundert.

## Kompositionen

### Orgel solo
- Chanson de la brume en mer op. 64 (1940. Ligugé: Éditions Europart)
- Suite op. 135 (1951. Paris: Leduc)
- Lacrymae op. 150 (1957. Paris: Éditions Schola Cantorum)
- Prélude-Introït-Récitatif op. 158 (1959: Paris: Éditions Schola Cantorum)
- Offertoire-Fantaisie op. 160 (1961: Paris: Éditions Schola Cantorum)
- Récit pour l'Élévation op. 161 (1962: Paris: Éditions Schola Cantorum)
- Microludes op. 166 (1981. Ligugé: Éditions Europart)

### Kammermusik
- Dithyrambe op. 18 für Oboe und Klavier oder Trompete, Flöte und Orgel (1936. Sampzon: Éditions Delatour France)
- Sicilienne op. 24 für Klavier, Flöte und Orgel (1937. Sampzon: Éditions Delatour France)
- Divertissement (nocturne) op. 73 für Flöte und Klavier oder Orgel (1942. Sampzon: Éditions Delatour France)
- Ritournelle op. 74 für Oboe und Klavier oder Flöte, Violine und Orgel (1943. Sampzon: Éditions Delatour France)
- Suite op. 98 für Violine und Klavier (1945–47. Sampzon: Éditions Delatour France)
- Streichquartett op. 123 (1949. Sampzon: Éditions Delatour France)
- Aventure op. 144 für Flöte und Orgel (1953. Paris: Salabert)
- Suite française: Suite pour Rameau op. 163 für Trompete und Orgel oder Flöte und Orgel (1964. Sampzon: Éditions Delatour France)
- Ballade op. 163b für Klavier und Orgel (1948. Sampzon: Éditions Delatour France)
- Songe ou Souvenances (Mneïa) op. 164 für Oboe und Orgel oder Flöte und Orgel (1973. Sampzon: Éditions Delatour France)
- Threnos op. 167 für Klavier und Orgel (1982. Sampzon: Édition Delatour France)
- 12 weitere unveröffentlichte Kammermusikwerke

### Chormusik
- Lucis Creator optimae op. 55 für Chor und Orgel (1939. Sampzon: Éditions Delatour France)
- Petrus quidem op. 76 für Chor a cappella (1943. Sampzon: Éditions Delatour France)
- Jesu, dulcis amor meus op. 77 für Chor, Solisten und Orgel (1943. Sampzon: Éditions Delatour France)
- Noël: Allons, ma voisine op. 78 für Chor a cappella (1943. Sampzon: Éditions Delatour France)
- Cibavit eos op. 88 für Chor a cappella (1944. Sampzon: Éditions Delatour France)
- 3 Repons du Vendredi Saint op. 136–138 für Chor a cappella (1951. Sampzon: Éditions Delatour France)
- 3 Repons du Jeudi Saint op. 139–141 für Chor a cappella (1952. Sampzon: Éditions Delatour France)
- 3 Déplorations: Repons du Samedi Saint op. 145–147 für Gesang und Tasteninstrument (1954. Sampzon: Éditions Delatour France)
- 15 weitere unveröffentlichte Chorwerke

### Klavier Solo
- Intermezzo op. 162 (1964. Paris: Éditions Choudens)
- 47 weitere unveröffentlichte Klavierwerke

### Zwei Klaviere
- Première Ballade op. 69 e-Moll (1942, unveröffentlicht)
- Deuxième Ballade op. 75 As-Dur (1943, unveröffentlicht)
- 4 Danses op. 112 (1948, unveröffentlicht)
- 5 Pièces op. 112a (1948, unveröffentlicht)

### Gesang und Klavier
- Stances du Banquet (Sponde) op. 79 (1944. Sampzon: Éditions Delatour France)
- 41 weitere unveröffentlichte Kompositionen für Gesang und Klavier

### Sonstige Werke
- Tristan op. 89. Ballettmusik in 12 Szenen (1945, unveröffentlicht)
- La Samaritaine op. 90. Bühnenmusik in 5 Szenen für Oboe, Harfe und Streicher (1945, unveröffentlicht)
- Symphonie Argentière op. 124 für Orchester (1949, unveröffentlicht)
- Chant funèbre pour les morts en montagne op. 133. Oratorium in 12 Szenen für Solisten, Chor und Orchester (1950, unveröffentlicht)
- L'Athlète aux mains nues op. 134. Musik für einen Film von Daniel Rops (1950, unveröffentlicht)
- Henri IV op. 142. Filmmusik (1952, unveröffentlicht)
- Fantaisies pour le CNR Nos. 1 et 2 op. 165 für verschiedene Instrumente (1977. Sampzon: Édition Delatour France)
- Odoï op. 168 für Orchester (1983, unveröffentlicht)

## Bibliographie
- Alain, Marie-Claire (2008). "Hommage à Olivier Alain." In: Association Maurice & Marie-Madeleine Duruflé: Bulletin Nr. 7–8 (2007–2008), S. 99–101.
- Alain, Olivier (1951). "L'œuvre pour piano de Jehan Alain." In Le Conservatoire Nr. 14 (Januar 1951), S. 59–62.
- Alain, Olivier (1951). "Le Requiem de Maurice Duruflé." In Le Conservatoire Nr. 14 (Januar 1951), S. 62–64.
- Alain, Olivier (1956). "Maurice Duruflé, Grand Prix de la Ville de Paris." In Le Figaro, 1124 (Dezember 1956).
- Decourt, Aurélie (2008). "Olivier Alain: Un artiste déchiré entre ses passions." In: Association Maurice & Marie-Madeleine Duruflé: Bulletin Nr. 7–8 (2007–2008), S. 106–111.
- Guillard, Georges (2008). "Olivier Alain: Passeur et accoucheur de musiciens." In: Association Maurice & Marie-Madeleine Duruflé: Bulletin Nr. 7–8 (2007–2008), S. 102–105.